# Projeto para o Palácio Real de Campo de Ourique

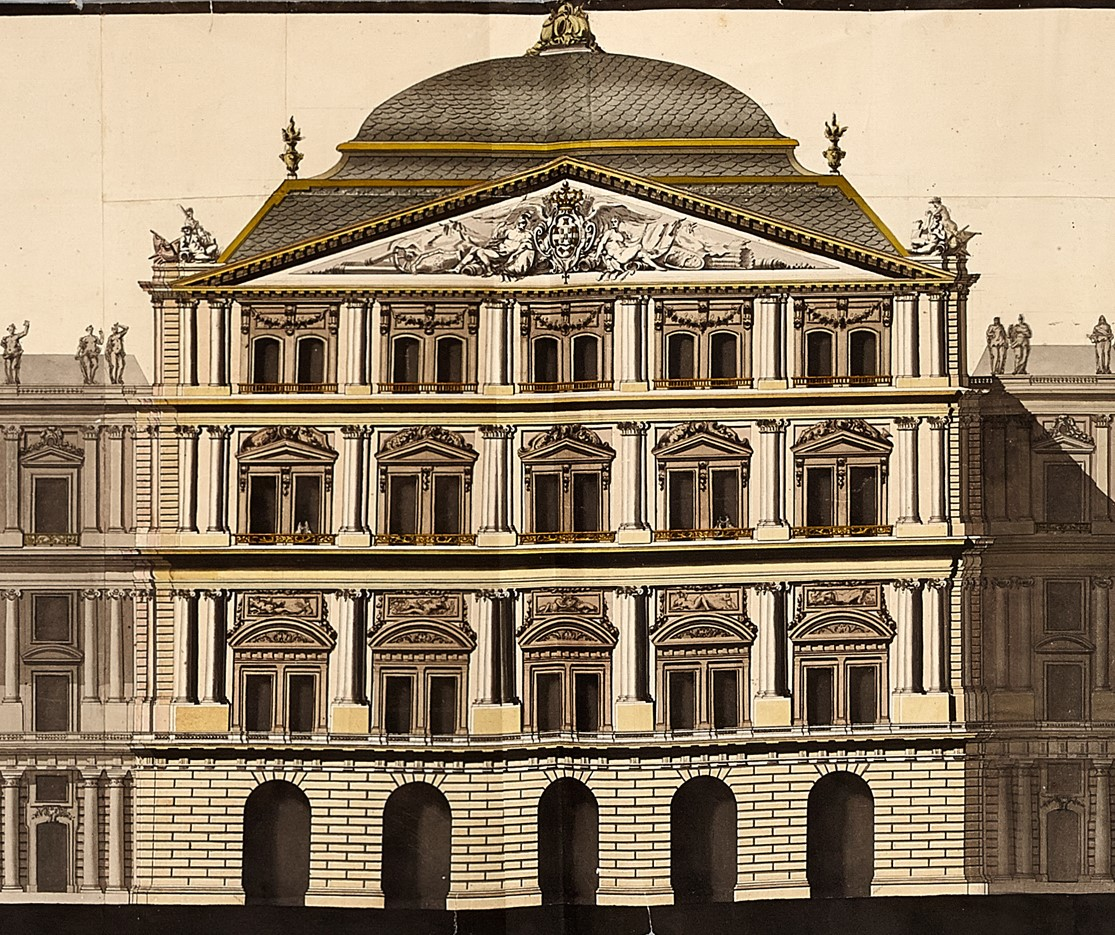
Detalhe da torre central de uma das elevações do palácio real

O Projeto para o Palácio Real de Campo de Ourique foi uma ambiciosa proposta do século XVIII para um palácio real monumental a construir em Campo de Ourique, em Lisboa . O arquiteto português Dionizio de S. Dionizio planeou o palácio para o rei José I de Portugal como parte dos esforços de reconstrução após a destruição do terremoto de 1755 em Lisboa.

## História
Em fevereiro de 1756, Manuel da Maia escolheu Campo de Ourique para sediar o novo palácio real e iniciou os estudos sobre a geografia da área, o planeamento urbano do palácio e a sua integração no ambiente urbano mais amplo. Campo de Ourique foi propositadamente escolhido como uma área não localizada junto à zona ribeirinha do rio Tejo, que mais sofreu destruição com o terramoto e tsunami. Em 1758, da Maia encarregou Carlos Mardel de contextualizar o sítio escolhido para o palácio na maior malha urbana da cidade em reconstrução e a Eugénio dos Santos a execução dos planos do palácio e arredores.

## Descoberta
Os alçados da fachada do palácio foram descobertos em 2014 por investigadores da Academia das Ciências de Lisboa no arquivo da academia. Hélder Carita, investigador do FCSH da Universidade Nova de Lisboa, conduziu a investigação sobre a origem e o contexto dos planos arquitetónicos. Embora se pressuponha que Dionizio S. Dionizio executou estes planos sob a direção de Eugénio dos Santos, o destaque do seu nome nos planos, embora também não sendo um dos engenheiros e arquitetos de destaque na reconstrução de Lisboa, levanta questões de contexto nas quais essas elevações foram traçadas.

## Projeto

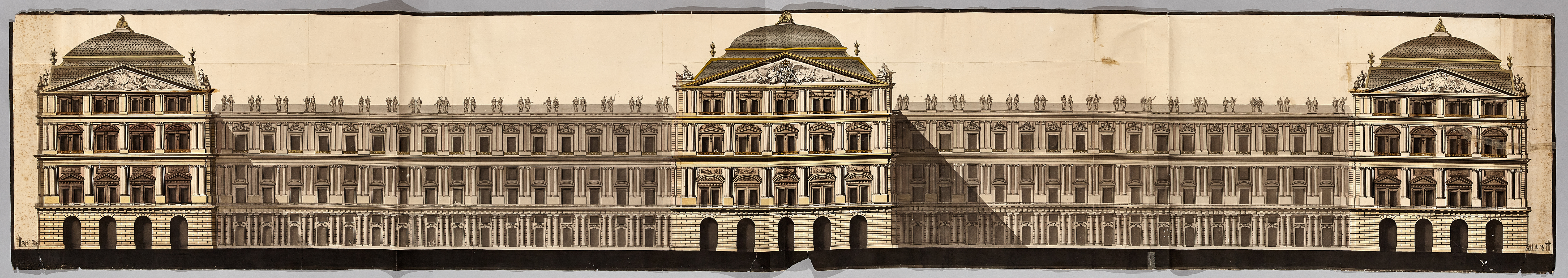
Frontaria principal do Palácio.

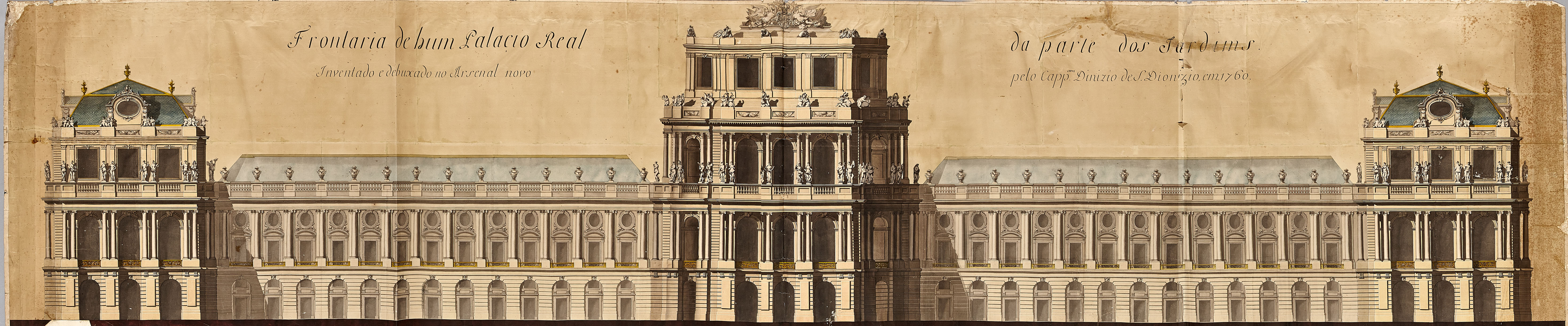
Frontaria do lado dos jardins do Palácio.